# Al Ernest Garcia
Al Ernest Garcia, accreditato anche come Albert Garcia (San Francisco, 11 marzo 1887 – Los Angeles, 4 settembre 1938), è stato un attore statunitense ricordato soprattutto per la sua lunga collaborazione con Charles Chaplin.

## Filmografia

### Attore

#### 1911
- The Code of Honor -  cortometraggio (1911)
- The Still Alarm, regia di Francis Boggs – cortometraggio (1911)
- The Herders, regia di Francis Boggs – cortometraggio (1911)
- Told in the Sierras, regia di Francis Boggs – cortometraggio (1911)
- Slick's Romance, regia di Francis Boggs – cortometraggio (1911)
- Their Only Son, regia di Francis Boggs – cortometraggio (1911)
- The Regeneration of Apache Kid, regia di Francis Boggs – cortometraggio (1911)
- How Algy Captured a Wild Man, regia di Francis Boggs – cortometraggio (1911)
- Shipwrecked, regia di Francis Boggs – cortometraggio (1911)
- Old Billy, regia di Francis Boggs – cortometraggio (1911)
- An Evil Power, regia di Francis Boggs – cortometraggio (1911)

#### 1912
- The Cowboy's Adopted Child, regia di Frank Montgomery – cortometraggio (1912)
- The Secret Wedding, regia di Frank Montgomery – cortometraggio (1912)
- Merely a Millionaire, regia di Hobart Bosworth – cortometraggio (1912)
- The Bandit's Mask, regia di Frank Montgomery – cortometraggio (1912)
- The Test, regia di Frank Montgomery – cortometraggio (1912)
- Disillusioned, regia di Hobart Bosworth – cortometraggio (1912)
- The Danites, regia di Francis Boggs – cortometraggio (1912)
- Bounder, regia di Colin Campbell – cortometraggio (1912)
- The 'Epidemic' in Paradise Gulch, regia di Frank Montgomery – cortometraggio (1912)
- The Ones Who Suffer, regia di Colin Campbell – cortometraggio (1912)
- The End of the Romance, regia di Frank Montgomery – cortometraggio (1912)
- The Hand of Fate, regia di Frank Montgomery – cortometraggio (1912)
- A Humble Hero, regia di Frank Montgomery – cortometraggio (1912)
- The Lost Hat, regia di Frank Montgomery – cortometraggio (1912)
- A Reconstructed Rebel, regia di Colin Campbell – cortometraggio (1912)
- Goody Goody Jones, regia di Frank Montgomery – cortometraggio (1912)
- The Vow of Ysobel, regia di Fred Huntley – cortometraggio (1912)
- A Messenger to Kearney, regia di Fred Huntley – cortometraggio (1912)
- The Little Indian Martyr, regia di Colin Campbell – cortometraggio (1912)
- The Indelible Stain, regia di Colin Campbell – cortometraggio (1912)
- The Pity of It, regia di Colin Campbell – cortometraggio (1912)
- The Pirate's Daughter, regia di Hobart Bosworth – cortometraggio (1912)
- The Great Drought, regia di Colin Campbell – cortometraggio (1912)
- An Assisted Elopement, regia di Colin Campbell – cortometraggio (1912)
- Monte Cristo, regia di Colin Campbell – cortometraggio (1912)
- Getting Atmosphere, regia di Hobart Bosworth – cortometraggio (1912)
- Her Educator, regia di Lem B. Parker – cortometraggio (1912)
- Saved by Fire, regia di Lem B. Parker – cortometraggio (1912)
- The Girl of the Mountain, regia di Harry McRae Webster – cortometraggio (1912)
- Our Lady of the Pearls

#### 1913
- A Plain Girl's Love, regia di Henry MacRae – cortometraggio (1913)
- A Black Hand Elopement – cortometraggio (1913)
- The Miner's Justice, regia di Henry MacRae – cortometraggio (1913)
- Altar of the Aztecs, regia di Henry MacRae – cortometraggio (1913)
- The Governor's Daughter, regia di Lem B. Parker – cortometraggio (1913)
- The Artist and the Brute, regia di Henry MacRae – cortometraggio (1913)
- Pierre of the North, regia di Henry MacRae – cortometraggio (1913)
- Yankee Doodle Dixie, regia di Henry MacRae – cortometraggio (1913)
- The Spanish Parrot Girl, regia di Lem B. Parker – cortometraggio (1913)
- Margarita and the Mission Funds, regia di Lem B. Parker – cortometraggio (1913)
- With Love's Eyes, regia di Lem B. Parker – cortometraggio (1913)
- The Tie of the Blood, regia di Lem B. Parker – cortometraggio (1913)
- The Burglar Who Robbed Death, regia di Lem B. Parker – cortometraggio (1913)
- Lieutenant Jones, regia di Lem B. Parker – cortometraggio (1913)
- The Tattle Battle, regia di Lem B. Parker – cortometraggio (1913)
- The Stolen Melody, regia di Lem B. Parker – cortometraggio (1913)
- Indian Summer, regia di Lem B. Parker – cortometraggio (1913)
- Woman: Past and Present, regia di Lem B. Parker – cortometraggio (1913)
- The Fighting Lieutenant, regia di E.A. Martin – cortometraggio (1913)
- A Western Romance, regia di Lem B. Parker – cortometraggio (1913)
- The Reformation of Dad, regia di Lem B. Parker – cortometraggio (1913)
- The Mansion of Misery, regia di Lem B. Parker – cortometraggio (1913)
- The Flight of the Crow, regia di E.A. Martin – cortometraggio (1913)
- The Missionary and the Actress, regia di Lem B. Parker – cortometraggio (1913)
- In the Midst of the Jungle, regia di Henry MacRae – cortometraggio (1913)
- An Actor's Romance, regia di Theo Frenkel – cortometraggio (1913)
- A Message from Home, regia di E.A. Martin – cortometraggio (1913)
- An Equal Chance, regia di E.A. Martin – cortometraggio (1913)
- Cupid Makes a Bull's Eye, regia di E.A. Martin – cortometraggio (1913)
- With Eyes So Blue and Tender, regia di E.A. Martin – cortometraggio (1913)
- The Big Horn Massacre, regia di George Melford – cortometraggio (1913)

#### 1914
- The Valley of the Moon
- Kate Waters of the Secret Service
- A Strong Affair
- La rosa del Rancho (Rose of the Rancho)

#### 1915
- Young Romance, regia di George Melford (1915)
- After Five, regia di Oscar Apfel e Cecil B. DeMille (1915)
- The Country Boy
- The Unafraid, regia di Cecil B. DeMille (1915)
- Under Two Flags, regia di Travers Vale (1915)
- Gangsters of the Hills
- Her Atonement
- The Law at Silver Camp

#### 1916
- Clouds in Sunshine Valley
- The Lion's Nemesis
- The Greater Power – cortometraggio (1916)

#### 1917
- The Single Code
- The Purple Scar
- Sunlight's Last Raid
- Her Bargain, regia di Tom Ricketts[1] (1917)

#### 1918
- Restitution
- Baree, Son of Kazan
- A Gentleman's Agreement

#### 1919
- The Lamb and the Lion
- Six Feet Four
- The Trail of the Octopus, regia di Duke Worne - serial (1919)
- The Counterfeit Trail

#### 1920
- The Golden Trail
- Skyfire

#### 1921
- Reputation
- Charlot e la maschera di ferro

#### 1922
- Giorno di paga
- The Three Buckaroos

#### 1925
- The Power God
- La febbre dell'oro

#### 1928
- Il circo

#### 1929
- Amore e guerra (Morgan's Last Raid), regia di Nick Grinde (1929)

#### 1931
- Luci della città (City Lights), regia di Charlie Chaplin (1931)
- La gran jornada
- Carmencita (The Cisco Kid), regia di Irving Cummings (1931)
- The Deceiver
- Models and Wives

#### 1932
- I violenti del Nevada (South of Santa Fe)
- La rosa del Texas (The Gay Caballero), regia di Alfred L. Werker (1932)
- Marido y mujer
- Amanti senza domani

#### 1933
- The California Trail
- Under the Tonto Rim

#### 1936
- Tempi moderni (Modern Times), regia di Charlie Chaplin (1936)
- Notti messicane

#### 1937
- The Last Train from Madrid
- Quando la vita è un romanzo
- Blossoms on Broadway

#### 1938
- Marco il ribelle
- In Old Mexico, regia di Edward D. Venturini (1938)

### Sceneggiatore
- The Old Stagecoach, regia di Fred Huntley – cortometraggio (1912)

## Doppiatori italiani
- Bruno Persa in Tempi moderni